# Gnome Monosoupape
Gnome Monosoupape byl francouzský vzduchem chlazený devítiválcový (původně sedmiválcový) rotační motor z éry první světové války o výkonu cca 100–160 koní. Motor vyvinuli bratři Laurent a Louis Seguinové, podílející se v předchozích pěti letech i na vývoji dřívějších motorů Gnome. Byl představen v roce 1913. Ve srovnání se svými předchůdci se konstrukce motoru Monosoupape značně lišila v jednom ohledu. Používala důmyslné uspořádání vnitřních kanálů, které nahrazovalo velké množství pohyblivých součástí, používaných v běžných motorech. Stačil tak jen jeden ventil (výfukový) pro každý válec. Roli sacího ventilu hrál samotný píst válce. Motory Monosoupape patřily k nejspolehlivějším motorům své doby.
Britský letecký konstruktér Thomas Sopwith charakterizoval Monosoupape jako jeden z největších dílčích pokroků v letectví.
Jednou z mála nevýhod motorů Monosoupape byla nemožnost řídit otáčky motorů a občasné problémy s utrháváním válců.

## Použití v letadlech 1. světové války
Motor Gnome Monosoupape byl instalován v mnoha spojeneckých letadlech raného období první světové války:
- sedmiválcový motor 80 hp v letadlech Sopwith Tabloid

- motor 100 hp 9B-2 v letadlech Airco D.H.2, Avro 504, v některých letadlech Bristol Scout, R.A.F. R.E.8, Sopwith Pup, Sopwith Tabloid, Vickers F.B.5, Vickers F.B.12

- motor 160 hp 9N v letadlech Nieuport 27, Nieuport 28, Morane-Saulnier A.1

- motor 180 hp v některých z letadel Sopwith Camel

## Parametry motoru Gnome Monosoupape 9B-2
- Vrtání válce: 110 mm
- Zdvih pístu: 150 mm

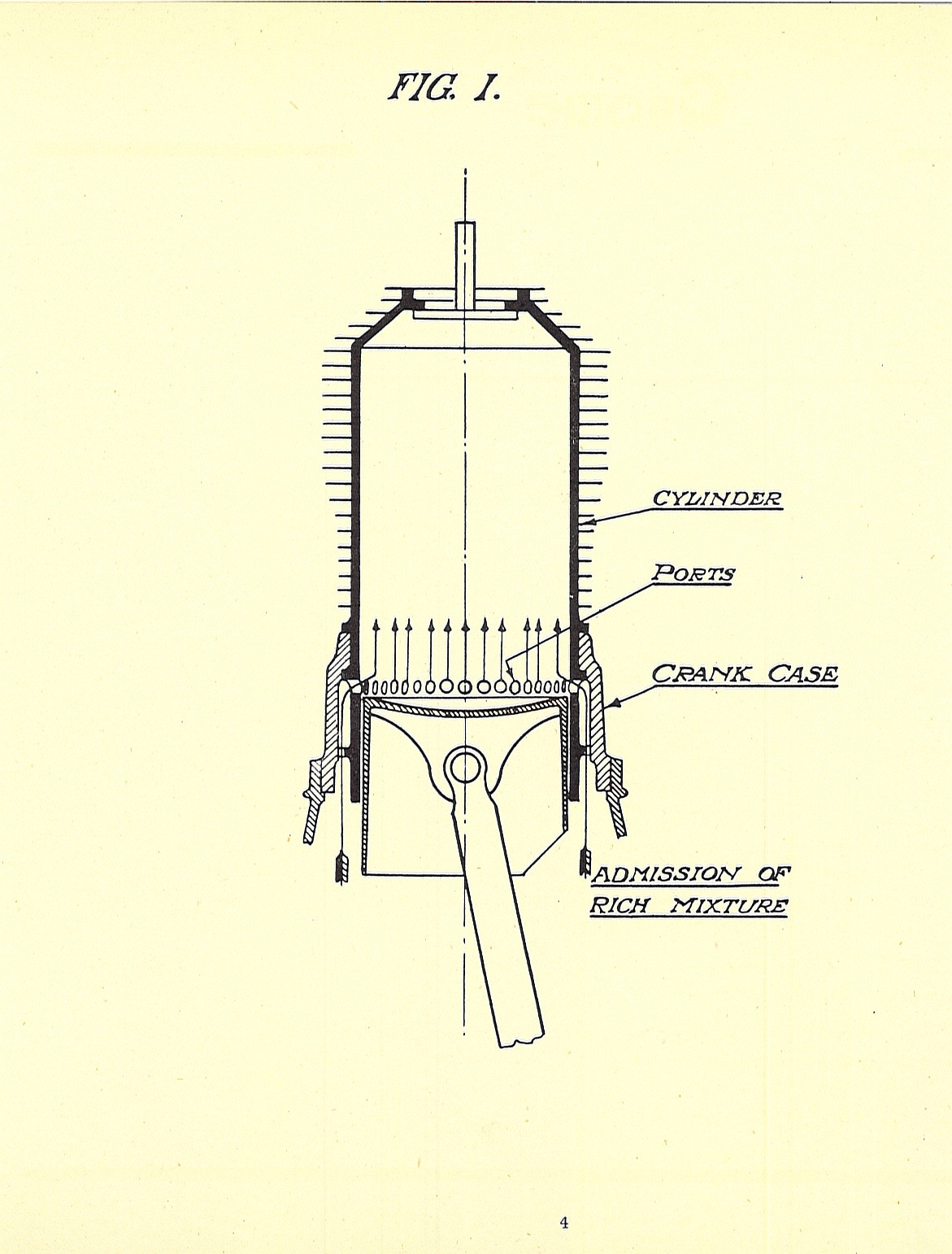
Řez válcem

- Zdvihový objem motoru: cca 12 829 cm³
- Kompresní poměr: 4,85
- Průměr motoru: 950 mm
- Délka motoru: 1 075 mm
- Hmotnost suchého motoru: cca 137,5 kg (podle jiných pramenů byla hmotnost motoru 136 kg)
- Výkon motoru: 100 hp (74,5 kW) při 1200 ot/min., maximální 115 hp (cca 85,75 kW) při 1300 ot/min.

## Parametry motoru Gnome Monosoupape 9N
Výkon motoru: 160 hp (podle jiných pramenů 150 hp).